# Prova/Rocky Maiale
Prova/Rocky Maiale è il quarto singolo del gruppo cabarettistico veronese I Gatti di Vicolo Miracoli pubblicato nel 1977 da Warner Bros. Records.

## Il disco
Prova è il primo singolo pubblicato da I Gatti di Vicolo Miracoli dopo il passaggio alla casa discografica Warner Bros. Records, con cui in seguito pubblicheranno anche l'album I Gatti di Vicolo Miracoli, che contiene entrambi i brani di questo singolo e dei due singoli successivi Capito?! (1978) e Discogatto/Verona Beat (1979).
Con questo disco il gruppo vira dalle tematiche melodiche/impegnate del cabaret dei primi anni settanta, verso le tematiche maggiormente comiche/demenziali, che hanno caratterizzato la carriera successiva.
La produzione del singolo è affidata a Claudio Bonivento, mentre gli arrangiamenti e la conduzione dell'orchestra sono di Rodolfo Grieco.

## Tracce
Lato A
1. Prova – 2:50 (Nini Salerno, Umberto Smaila)

Lato B
1. Rocky Maiale – 2:58 (Nini Salerno, Umberto Smaila)

## Formazione
- Umberto Smaila
- Jerry Calà
- Nini Salerno
- Franco Oppini